# Diacrotricha fasciola
Diacrotricha fasciola är en fjärilsart som beskrevs av Philipp Christoph Zeller 1852. Diacrotricha fasciola ingår i släktet Diacrotricha och familjen fjädermott. Inga underarter finns listade i Catalogue of Life.

## Bildgalleri

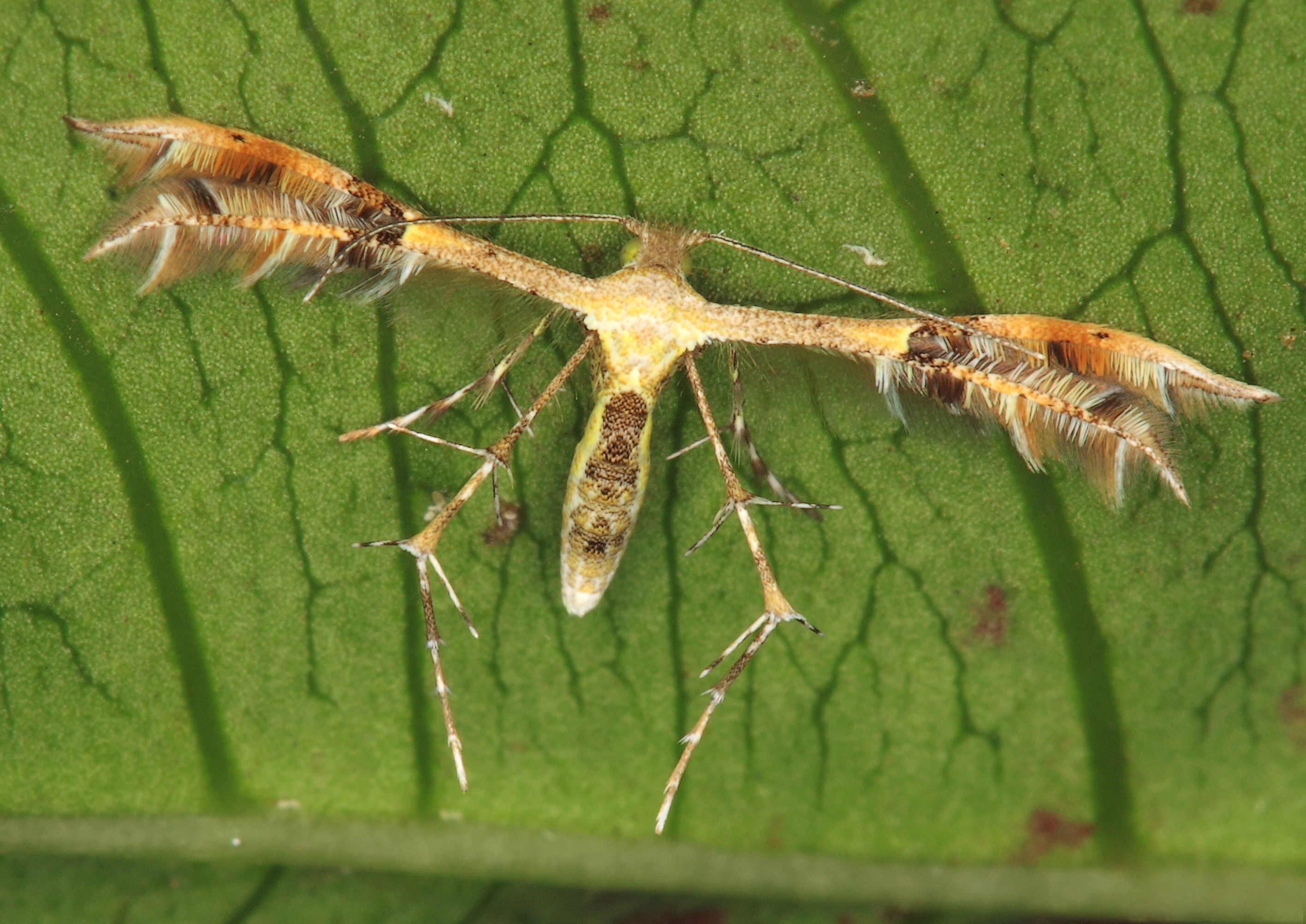